# Celtic F.C.

Biểu đồ các vị trí trên bảng hàng năm của Celtic tại Giải bóng đá Scotland (1890–nay)

Celtic Football Club, thường được biết đến là Celtic (/ˈsɛltɪk/), là một câu lạc bộ bóng đá Scotland đặt trụ sở ở thành phố Glasgow. Trước năm 1994, câu lạc bộ có tên là  Công ty TNHH Bóng đá và Thể thao Celtic (The Celtic Football and Athletic Company Ltd).
Năm 1967, Celtic trở thành câu lạc bộ đầu tiên của Vương quốc Liên hiệp Anh và Bắc Ireland vô địch châu Âu.

## Các danh hiệu lớn
- UEFA Champions League/Cúp C1 (1): 
  - 1967
- Giải bóng đá ngoại hạng Scotland: 55
  - 1893, 1894, 1896, 1898, 1905, 1906, 1907, 1908, 1909, 1910, 1914, 1915, 1916, 1917, 1919, 1922, 1926, 1936, 1938, 1954, *1966, 1967, 1968, 1969, 1970, 1971, 1972, 1973, 1974*, 1977, 1979, 1981, 1982, 1986, 1988, 1998, 2001, 2002, 2004, 2006, 2007, 2008, 2012, 2013, 2014, 2015, 2016, 2017, 2018, 2019, 2020, 2022, 2023, 2024, 2025
- Cúp Scotland: 40
  - 1892, 1899, 1900, 1904, 1907, 1908, 1911, 1912, 1914, 1923, 1925, 1927, 1931, 1933, 1937, 1951, 1954, 1965, 1967, 1969, 1971, 1972, 1974, 1975, 1977, 1980, 1985, 1988, 1989, 1995, 2001, 2004, 2005, 2007, 2011, 2013, 2017, 2018, 2019, 2020
- Cúp Liên đoàn Scotland: 20
  - 1957, 1958, 1966, 1967, 1968, 1969, 1970, 1975, 1983, 1998, 2000, 2001, 2006, 2009, 2015, 2017, 2018, 2019, 2020, 2022

## Cầu thủ

### Đội hình đội một
Tính đến 17 tháng 9 năm 2021
Ghi chú: Quốc kỳ chỉ đội tuyển quốc gia được xác định rõ trong điều lệ tư cách FIFA. Các cầu thủ có thể giữ hơn một quốc tịch ngoài FIFA.
| Số | VT | Quốc gia         | Cầu thủ                                            |
| -- | -- | ---------------- | -------------------------------------------------- |
| 1  | TM | Hy Lạp           | Vasilis Barkas                                     |
| 2  | HV | Pháp             | Christopher Jullien                                |
| 3  | HV | Scotland         | Greg Taylor                                        |
| 4  | HV | Thụy Điển        | Carl Starfelt                                      |
| 5  | HV | Cộng hòa Ireland | Liam Scales                                        |
| 6  | TV | Israel           | Nir Bitton                                         |
| 7  | TĐ | Hy Lạp           | Giorgos Giakoumakis                                |
| 8  | TĐ | Nhật Bản         | Kyogo Furuhashi                                    |
| 10 | TĐ | Thụy Sĩ          | Albian Ajeti                                       |
| 11 | TĐ | Israel           | Liel Abada                                         |
| 12 | TV | Bờ Biển Ngà      | Ismaila Soro                                       |
| 14 | TV | Scotland         | David Turnbull                                     |
| 15 | TM | Anh              | Joe Hart                                           |
| 16 | TV | Cộng hòa Ireland | James McCarthy                                     |
| 17 | TV | Bồ Đào Nha       | Jota (mượn từ Benfica)                             |
| 18 | TV | Úc               | Tom Rogic                                          |
| 19 | TV | Scotland         | Mikey Johnston                                     |
| 20 | HV | Hoa Kỳ           | Cameron Carter-Vickers (mượn từ Tottenham Hotspur) |

| Số | VT | Quốc gia    | Cầu thủ                      |
| -- | -- | ----------- | ---------------------------- |
| 23 | HV | Bỉ          | Boli Bolingoli               |
| 26 | HV | Hà Lan      | Osaze Urhoghide              |
| 29 | TM | Scotland    | Scott Bain                   |
| 30 | TV | Anh         | Liam Shaw                    |
| 42 | TV | Scotland    | Callum McGregor (đội trưởng) |
| 47 | HV | Scotland    | Dane Murray                  |
| 49 | TV | Scotland    | James Forrest                |
| 52 | TV | Scotland    | Ewan Henderson               |
| 54 | HV | Scotland    | Adam Montgomery              |
| 56 | HV | Scotland    | Anthony Ralston              |
| 57 | HV | Scotland    | Stephen Welsh                |
| 65 | TM | Bắc Ireland | Conor Hazard                 |
| 77 | TV | Anh         | Karamoko Dembélé             |
| 88 | HV | Croatia     | Josip Juranović              |

### Cho mượn
Ghi chú: Quốc kỳ chỉ đội tuyển quốc gia được xác định rõ trong điều lệ tư cách FIFA. Các cầu thủ có thể giữ hơn một quốc tịch ngoài FIFA.
| Số | VT | Quốc gia         | Cầu thủ                                                   |
| -- | -- | ---------------- | --------------------------------------------------------- |
| 9  | TĐ | Scotland         | Leigh Griffiths (tại Dundee đến 30 tháng 6 năm 2022)      |
| 24 | TĐ | Cộng hòa Ireland | Jonathan Afolabi (tại Ayr United đến 30 tháng 6 năm 2022) |
| 28 | TV | Cộng hòa Ireland | Luca Connell (tại Queen's Park đến 30 tháng 6 năm 2022)   |

| Số | VT | Quốc gia         | Cầu thủ                                                       |
| -- | -- | ---------------- | ------------------------------------------------------------- |
| 32 | HV | Cộng hòa Ireland | Lee O'Connor (tại Tranmere Rovers đến 30 tháng 6 năm 2022)    |
| 41 | TV | Scotland         | Scott Robertson (tại Crewe Alexandra đến 30 tháng 6 năm 2022) |
| 45 | TM | Scotland         | Ross Doohan (tại Tranmere Rovers đến 30 tháng 6 năm 2022)     |

### Những đội trưởng của câu lạc bộ
| Tên            | Năm hoạt động |
| -------------- | ------------- |
| James Kelly    | 1888–1897     |
| Dan Doyle      | 1897–1899     |
| Sandy McMahon  | 1899–1903     |
| Willie Orr     | 1903–1906     |
| Jimmy Hay      | 1906–1911     |
| Jim Young      | 1911–1917     |
| Alec McNair    | 1917–1920     |
| Willie Cringan | 1920–1923     |
| Charlie Shaw   | 1923–1925     |
| Willie McStay  | 1925–1929     |
| Jimmy McStay   | 1929–1934     |
| Bobby Hogg     | 1934–1935     |
| Willie Lyon    | 1935–1939     |
| John McPhail   | 1948–1953     |
| Sean Fallon    | 1952–1953     |

| Tên             | Năm hoạt động |
| --------------- | ------------- |
| Jock Stein      | 1953–1955     |
| Bobby Evans     | 1955–1957     |
| Bertie Peacock  | 1957–1961     |
| Duncan MacKay   | 1961–1963     |
| Billy McNeill   | 1963–1975     |
| Kenny Dalglish  | 1975–1977     |
| Danny McGrain   | 1977–1987     |
| Roy Aitken      | 1987–1990     |
| Paul McStay     | 1990–1997     |
| Tom Boyd        | 1997–2002     |
| Paul Lambert    | 2002–2004     |
| Jackie McNamara | 2004–2005     |
| Neil Lennon     | 2005–2007     |
| Stephen McManus | 2007–2010     |
| Scott Brown     | 2010–2021     |
| Callum McGregor | 2021–hiện tại |